# Fabio Carlos Iriart
Fabio Carlos Iriart (fl. 1976), militar argentino que gobernó la provincia de La Pampa como interventor federal entre el 24 de marzo y el 21 de abril de 1976 durante los inicios de la dictadura del «Proceso de Reorganización Nacional». Luego, continuó al frente de la Subzona 14, siendo el máximo jefe militar de la provincia hasta su retiro en 1977.

## Trayectoria
En 1975, asumió la jefatura del Destacamento de Exploración de Caballería Blindada 101 y de la Subzona 14, ambas unidades con base en Toay. En esos cargos, participó del golpe de Estado del 24 de marzo de 1976, deponiendo al Gobierno de Aquiles Regazzoli, y asumiendo como interventor federal. El 14 de abril, asumió el gobernador de facto Carlos Enrique Aguirre.
Pasó al retiro con el rango de teniente coronel.
Tras la anulación de las leyes de impunidad en 2003, la Cámara Federal reabrió la causa de la Subzona 14 y, el 4 de noviembre, fueron arrestados varios militares y policías, entre ellos, el teniente coronel Iriart.